# Vlatko Đolonga
Vlatko Đolonga (Split, 30 de setembre de 1976) és un futbolista croat, que ocupa la posició de defensa. Format al planter de l'Hajduk Split, jugà en diversos equips del seu país, com el Solin o l'Orijent. El 1997 fitxa pel NK Hrvatski dragovoljac, on fou titular durant tres temporades. Després d'una breu estada al Deportivo Alavés, de la Primera Divisió espanyola, el 2001 retorna a l'Hajduk Split. El 2007, quan finalitza el seu contracte, passa a ser agent lliure. Ha estat internacional amb Croàcia en diverses ocasions.